# Rob Elliot
Robert Rob Elliot (ur. 30 kwietnia 1986 w Greenwich) – angielski piłkarz, występujący na pozycji bramkarza. Obecnie jest zawodnikiem zespołu Newcastle United.
W 2004 roku dołączył do drużyny Charlton Athletic, gdzie występował do 2011 roku, rozegrał 96 meczów ligowych. W tym czasie był również wypożyczany do Bishop’s Stortford F.C., Notts County F.C., Accrington Stanley F.C. 30 sierpnia Elliot podpisał kontrakt z Newcastle United.